# Roman Vonášek
Roman Vonášek (8 luglio 1968) è un ex calciatore ceco, di ruolo centrocampista.

## Palmarès

### Club

#### Competizioni nazionali
- Campionato ceco: 2

Sparta Praga: 1993-1994, 1994-1995
- Pohár ČMFS: 1

Sparta Praga: 1995-1996